# Marguerite Goualou Yao
Marguerite Goualou Yao, née le 31 mai 1970, est une judokate ivoirienne.

## Biographie
Elle est médaillée d'argent en plus de 72 kg et en toutes catégories aux Jeux africains de 1995 à Harare. Aux Championnats d'Afrique de judo 1996 en Afrique du Sud, elle est médaillée d'or en plus de 72 kg et médaillée de bronze toutes catégories. Elle remporte la médaille de bronze en plus de 72 kg aux Championnats d'Afrique de judo 1997 à Casablanca.
Elle est ensuite médaillée de bronze toutes catégories aux Championnats d'Afrique de judo 1998 à Dakar. Aux Jeux africains de 1999 à Johannesbourg, elle est médaillée d'argent toutes catégories et médaillée de bronze en plus de 78 kg.
Aux Jeux africains de 2003 à Abuja, elle est médaillée de bronze en plus de 78 kg.